# Красное Эхо (сельское поселение)
Муниципа́льное образова́ние «Посёлок Кра́сное Э́хо» — сельское поселение в составе Гусь-Хрустального района Владимирской области. 
Административный центр — посёлок Красное Эхо.

## История
Муниципальное образование «Посёлок Красное Эхо» образовано 25 мая 2005 года в соответствии с Закон Владимирской области № 69-ОЗ. В его состав вошли территория посёлка Красное Эхо и бывшего Семеновского сельсовета.

## Население
| 2010  | 2011  | 2012  | 2013  | 2014  | 2015  | 2016  | 2017  | 2018  |
| ----- | ----- | ----- | ----- | ----- | ----- | ----- | ----- | ----- |
| 3455  | ↘3437 | ↘3331 | ↘3245 | ↘3198 | ↘3169 | ↘3130 | ↘3057 | ↘2994 |
| 2019  | 2020  | 2021  |       |       |       |       |       |       |
| ↘2891 | ↘2857 | ↗3319 |       |       |       |       |       |       |

## Состав сельского поселения
| №  | Населённый пункт  | Тип населённого пункта | Население |
| -- | ----------------- | ---------------------- | --------- |
| 1  | Большая Артёмовка | деревня                | ↘9        |
| 2  | Губцево           | село                   | ↗65       |
| 3  | Давыдово          | деревня                | ↗12       |
| 4  | Дубасово          | село                   | ↗279      |
| 5  | Красное Эхо       | посёлок                | ↘1983     |
| 6  | Ларинская         | деревня                | ↘4        |
| 7  | Лобаново          | деревня                | ↘4        |
| 8  | Малая Артёмовка   | деревня                | ↘31       |
| 9  | Моругино          | деревня                | ↗37       |
| 10 | Новоопокино       | деревня                | →33       |
| 11 | Павликово         | деревня                | ↗53       |
| 12 | Первомайский      | посёлок                | ↘7        |
| 13 | Першково          | деревня                | ↘40       |
| 14 | Побойки           | деревня                | ↗57       |
| 15 | Семёновка         | деревня                | ↘481      |
| 16 | Староопокино      | деревня                | ↗7        |
| 17 | Толстиково        | деревня                | ↘46       |
| 18 | Фёдоровка         | деревня                | ↗171      |